# Craig Calhoun
Pour les articles homonymes, voir Calhoun.
Craig Jackson Calhoun (né en 1952) est un sociologue américain, actuellement professeur universitaire de sciences sociales à l'Arizona State University. Ardent défenseur de l'utilisation des sciences sociales pour traiter des questions d'intérêt public, il a été directeur de la London School of Economics and Political Science (LSE) de septembre 2012 à septembre 2016, après quoi il est devenu le premier président du Berggruen Institute. Son départ de LSE est accompagné de polémiques concernant le montant de ses revenus au regard des faibles normes d'enseignement de cette université.
Avant de diriger LSE, Calhoun a dirigé le Social Science Research Council et a été professeur universitaire des sciences sociales à l'université de New York et directeur du NYU's Institute for Public Knowledge. Avec Richard Sennett, il a co-fondé NYLON, un séminaire de travail interdisciplinaire pour les étudiants diplômés de New York et de Londres qui apportent la recherche ethnographique et historique à la politique, la culture et la société.

## Biographie
Calhoun est né à Watseka, Illinois, le 16 juin 1952. Il a étudié l'anthropologie et le cinéma à l'USC (BA, 1972), l'anthropologie et la sociologie à l'université Columbia (MA, 1974) et l'anthropologie sociale à l'université de Manchester (MA, (Econ.), 1975). Il a obtenu son doctorat en sociologie et en histoire sociale et économique moderne de l'université d'Oxford en 1980, étudiant de J.C. Mitchell, Angus MacIntyre et R.M. Hartwell.
Il a enseigné à l'université de Caroline du Nord à Chapel Hill de 1977 à 1996. Il y a également été doyen de la Graduate School et directeur fondateur de l'university Center for International Studies. Il a déménagé à l'université de New York (NYU) en 1996 en tant que directeur du département de sociologie dans une période de reconstruction majeure. Il est parti pour Columbia en 2006 mais est retourné à NYU en tant que directeur de l'Institute for Public Knowledge (IPK), qui promeut les collaborations entre universitaires de divers horizons disciplinaires et entre universitaires et professionnels.
En septembre 2012, il est devenu directeur et président de la London School of Economics. Calhoun a également enseigné à l'université des études étrangères de Pékin, à l'École des hautes études en sciences sociales, à l'université d'Asmara, à l'université de Khartoum, à l'université d'Oslo et à Oxford même. Il a été professeur invité émérite Benjamin Meaker à l'université de Bristol en 2000 et a reçu un doctorat honorifique de l'université La Trobe de Melbourne en 2005.
En tant que directeur de la London School of Economics and Political Science (LSE), Calhoun a été au cours de l'année universitaire 2012-13 le bénéficiaire de « l'une des plus fortes augmentations de salaire et d'avantages » dans le secteur de l'enseignement supérieur britannique,,,. En tant que directeur, Calhoun a réussi à lever des fonds pour la LSE, y compris des millions de la Fondation Marshall, Atlantic Philanthropies et de nombreux autres donateurs. Au cours de son mandat, LSE a également commencé à travailler sur un nouveau Centre mondial pour les sciences sociales et a considérablement progressé dans le classement mondial des universités, passant de la 71e à la 35e meilleure université au monde entre 2014 et 2015 dans le classement mondial des universités QS,.
En décembre 2015, il a été annoncé qu'il ne chercherait pas un autre mandat à LSE, choisissant plutôt de démissionner et de revenir aux États-Unis en 2016 en tant que président de l'Institut Berggruen de Los Angeles. En août 2017, les médias britanniques ont publié des rapports critiques selon lesquels Calhoun avait reçu 1,7 million de livres sterling sur quatre ans et un appartement à Londres avec un loyer du marché de 120 000 £ par an, en dépit du fait que la London School of Economics and Political Science ait été critiquée pour ses faibles normes d'enseignement,.
Le ministre des Universités, Jo Johnson, a appelé à la fin de la « montée en flèche » de la rémunération du vice-chancelier à un moment où les frais de scolarité atteignent 9 250 £ par an. La LSE a reçu une médaille de bronze au TEF cette année, la note la plus basse possible. En 2015, Craig Calhoun avait dépensé 59 811 £ en vols en un an pour ses seuls déplacements professionnels.

## Travaux
De 1999 à 2012, Calhoun a été président du Conseil de recherches en sciences sociales[Où ?]. Au SSRC Calhoun a mis l'accent sur les contributions publiques des sciences sociales. Son point de vue est expliqué dans son essai Towards a More Public Social Science, paru pour la première fois dans le President's Report de 2004 du SSRC. Après le 11 septembre 2001, il a lancé une initiative sur Real Time Social Science qui comprenait un forum de rédaction ayant attiré plus d'un million de lecteurs. Cela s'est poursuivi avec les travaux sur "la Privatisation du risque, Comprendre Katrina : Perspectives du Programme des sciences sociales"[réf. nécessaire]. 
Calhoun a écrit plus de 100 articles et chapitres scientifiques ainsi que des livres, dont le plus célèbre est une étude sur les manifestations de la place Tiananmen en 1989, Neither Gods Nor Emperors: Students and the Struggle for Democracy in China (Californie, 1994). Le travail de Calhoun a été traduit dans plus d'une douzaine de langues. Calhoun a également été rédacteur en chef du Oxford Dictionary of the Social Sciences[réf. nécessaire]. 
Ses travaux récents ont porté sur l'avenir du capitalisme et sur l'humanitarisme. Il a également écrit sur le Brexit et la montée du populisme[réf. nécessaire].